# Свіжак Йосип Дмитрович
Йосип Дмитрович Свіжак (нар. 1 червня 1955, Скалат, Україна) — український поет, перекладач, лікар. Член НСПУ (2007).

## Життєпис
Йосип Свіжак народився 1 червня 1955 року в місті Скалаті Підволочиського району Тернопільської області України.
Закінчив Скалатську середню школу (1972), Тернопільський медичний інститут (1982, нині — державний медичний університет), однорічну інтернатуру.
У 1973—1975 рр. проходив службу в армії.
Працює лікарем-психіатром Чортківської центральної районної лікарні (від 1983). Певний період одночасно — відповідальний секретар журналу «Золота Пектораль».
Має двох дітей, дочку та сина, а також 4 внуки.

## Творчість
Літературну творчість розпочав у 1993 році з публікацій у районній газеті.
Автор книг
- Ніжний манускрипт: поезії (2004)
- Пізні кетяги: поезії (2006)
- Афганський триптих: поезія (2010)
- Ворожба на крилі (2011)
- Дотик до тиші (2007)
- Ж-М. Ередіа «Трофеї» (2011)
- Подорожній (2010)

Друкувався в альманахах «Подільська толока» та «Збручанське літо», журналах «Золота пектораль», «Літературний Тернопіль», «Перевал».

## Відзнаки
Лауреат Міжнародної літературно-мистецької премії імені Пантелеймона Куліша (2016).